# 张元贵
张元贵（1961年—），江苏淮安人，汉族，中华人民共和国政治人物、第十二届全国人民代表大会江苏地区代表。
毕业于江苏教育学院物理系物理专业，加入中国共产党。2013年，被选为全国人大代表。